# Governació de Nova Andalusia
La Governació de Nova Andalusia (en castellà: Gobernación de Nueva Andalucía), també anomenada Governación del Paraguai va ser una de les quatre divisions administratives creades en Amèrica del Sud per l'emperador Carles V després de la reforma del 1534 que veia a reemplaçar les dues governacions creades per la Capitulació de Toledo el 1529 per a Francisco Pizarro i Simón de Alcazaba i Sotomayor.

## Els Adelantados
Sebastià Cabot realitzà la primera fundació en els territoris del riu de la Plata el 1527, essent el primer el fortí de Sant Lázaro després remuntar el riu Uruguai fins a arribar a la desembocadura del llavors batejat riu San Salvador i fent uns 20 km aigües amunt. També va fundar en el seu marge septentrional el Port de Sant Salvador on deixà una petita guarnició que fou destruïda el 1530 pels yaros i charrúas. Continuant amb l'expedició van descendir per les aigües fins a arribar de nou al riu de la Plata, remuntant algun braç del delta del Paraná i així el riu homònim fins a arribar a la desembocadura del riu Carcarañá i en aquest lloc el 9 de juny del citat any va fundar el Fort de Sancti Spiritus. Aquest fort va ser destruït a l'agost de 1529 pels timbúes. Com a conseqüència de les derrotes sofertes a mans dels aborígens locals l'expedició va decidir tornar a la Corona de Castella l'octubre del 1530.

## La reforma de 1534
La primera governació a la regió de la conca del Riu de la Plata fou la governació de Nova Andalusia, que va ser encomanada a l'adelantado Pedro de Mendoza per mitjà d'una capitulació amb l'emperador Carles V el 21 març de 1534. El seu tinent governador Juan de Ayolas va fundar el fort de Corpus Christi el 1535, prop del fort fundat per Sebastià Cabot. Va continuar després pel Paraná i el Paraguai, i va fundar el 1537 la ciutat de Mare de Déu de l'Assumpció. El 2 febrer de 1536 Pedro de Mendoza va fundar la ciutat de Nuestra Senyora de Buenos Aires - antecedent de l'actual Buenos Aires - i es va retirar a Corona de Castella deixant com a tinent governador en aquesta ciutat a Francisco Ruiz de Galán, tot i que morí en el viatge de tornada. Paral·lelament Juan de Ayolas va quedar a càrrec de la governació però va morir en 1538 a mans dels payaguás. El 1537 va arribar a Buenos Aires com proveïdor del Riu de la Plata Alonso de Cabrera, que portava la confirmació reial per a Ayolas com a governador del Riu de la Plata i la instrucció que si aquest morís, fos triat pel poble seu successor. Aleshores fou escollit Domingo Martínez de Irala. Posteriorment la governació va passar a Álvaro Núñez Cabeza de Vaca, que va signar la seva capitulació el 18 març de 1540. Álvaro Núñez Cabeza de Vaca va iniciar el seu viatge el 2 novembre de 1540 amb tres vaixells i 400 soldats, arribant a l'illa de Santa Catalina el 29 març de 1541 - any de la destrucció de la primera fundació de la ciutat de Buenos Aires -. Des d'allà va viatjar per terra fins a Asunción on va arribar l'1 març de 1542, després de descobrir les cascades de l'Iguaçú i prendre possessió de les terres que va denominar Campos de Vera. Però va ser enviat pres a la Corona de Castella el 1545, quedant novament com a governador interí Domingo Martínez de Irala. Finalment el territori va quedar integrat al Virregnat del Perú.